# IC 3966
IC 3966 је спирална галаксија у сазвјежђу Ловачки пси која се налази на листи објеката дубоког неба у Индекс каталогу.
Деклинација објекта је + 35° 51' 15" а ректасцензија 12h 59m 13,1s. Привидна величина (магнитуда) објекта IC 3966 износи 15,2 а фотографска магнитуда 15,9. IC 3966 је још познат и под ознакама MCG 6-29-7, KUG 1256+361, PGC 44565.